# Gymnasium van de abdij van Melk

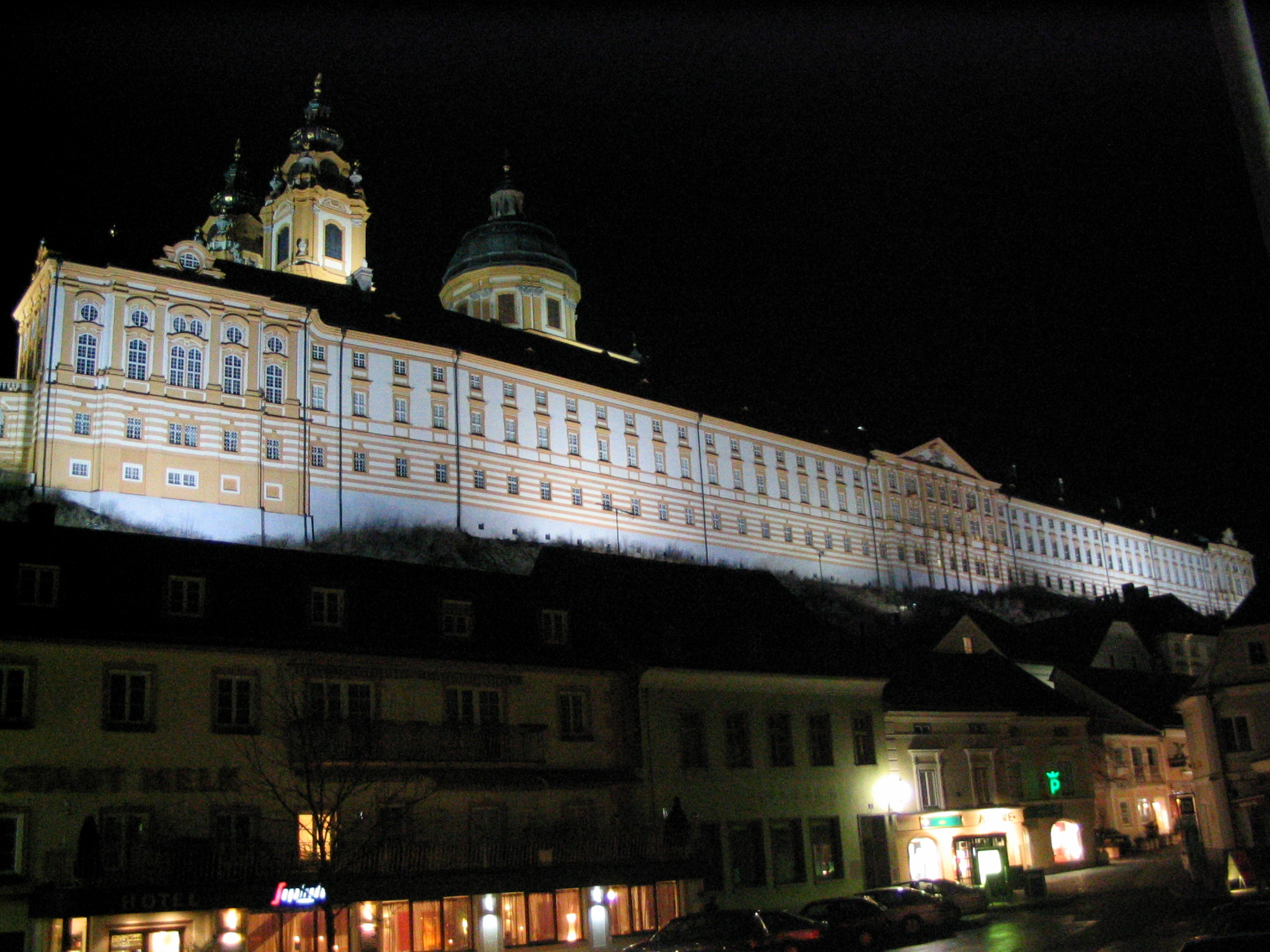
Gymnasium van de Abdij van Melk

Het Gymnasium van de abdij van Melk (Duits: Stiftsgymnasium Melk) is een katholieke privéschool en de oudste school in Oostenrijk (opgericht in 1140). Het Gymnasium is gehuisvest in de abdij van Melk. De school biedt een opleiding met keuze tussen klassieke en moderne talen, sinds 1977 met ook meerdere afstudeerrichtingen voor de hogere jaren. 880 leerlingen, zowel jongens als meisjes, volgen les in 33 klassen.

## Geschiedenis
De eerste referenties naar het bestaan van een kloosterschool vindt men in het dodenregister van de abdij. In 1140 worden 11 overleden schoolkinderen vermeld. De school groeit en kent een grote bloei tot in 1530 een zware terugval van het aantal leerlingen wordt genoteerd. In de zeventiende en achttiende eeuw kent de school een nieuwe bloeiperiode. Van 1787 tot 1804 wordt het gymnasium evenwel verplaatst naar Sankt Pölten. In 1861 stijgt het leerlingenaantal tot 208. In 1938 wordt het gymnasium door de nationaalsocialisten gesloten. Een staatsschool wordt op de locatie ingericht tot 1945. In 1945 heropent het gymnasium, in 1947 telt de school al terug 297 leerlingen.

## Bekende alumni
- Lambert de Sayve (1548-1614), componist
- Jacobus Gallus (1550-1591), componist
- Johann Albrechtsberger (1736-1809), componist en theoreticus
- Carl Zeller (1842-1898), componist
- Karl Kautsky (1854-1938), politiek theoreticus
- Adolf Loos (1870-1933), architect
- Franz Blei (1871-1942), schrijver
- Albert Paris Gütersloh (1887-1973), kunstschilder
- Leopold Vietoris (1891-2002), wiskundige
- Franz König (1905-2004), kardinaal
- Hans-Georg Behr (1937-2010), journalist en schrijver
- Josef Hader (1963-), acteur